# Oncidium ayabacanum
Oncidium ayabacanum är en orkidéart som beskrevs av David Edward Bennett och Eric Alston Christenson. Oncidium ayabacanum ingår i släktet Oncidium och familjen orkidéer. Inga underarter finns listade i Catalogue of Life.